# Kitáb-i-Aqdas

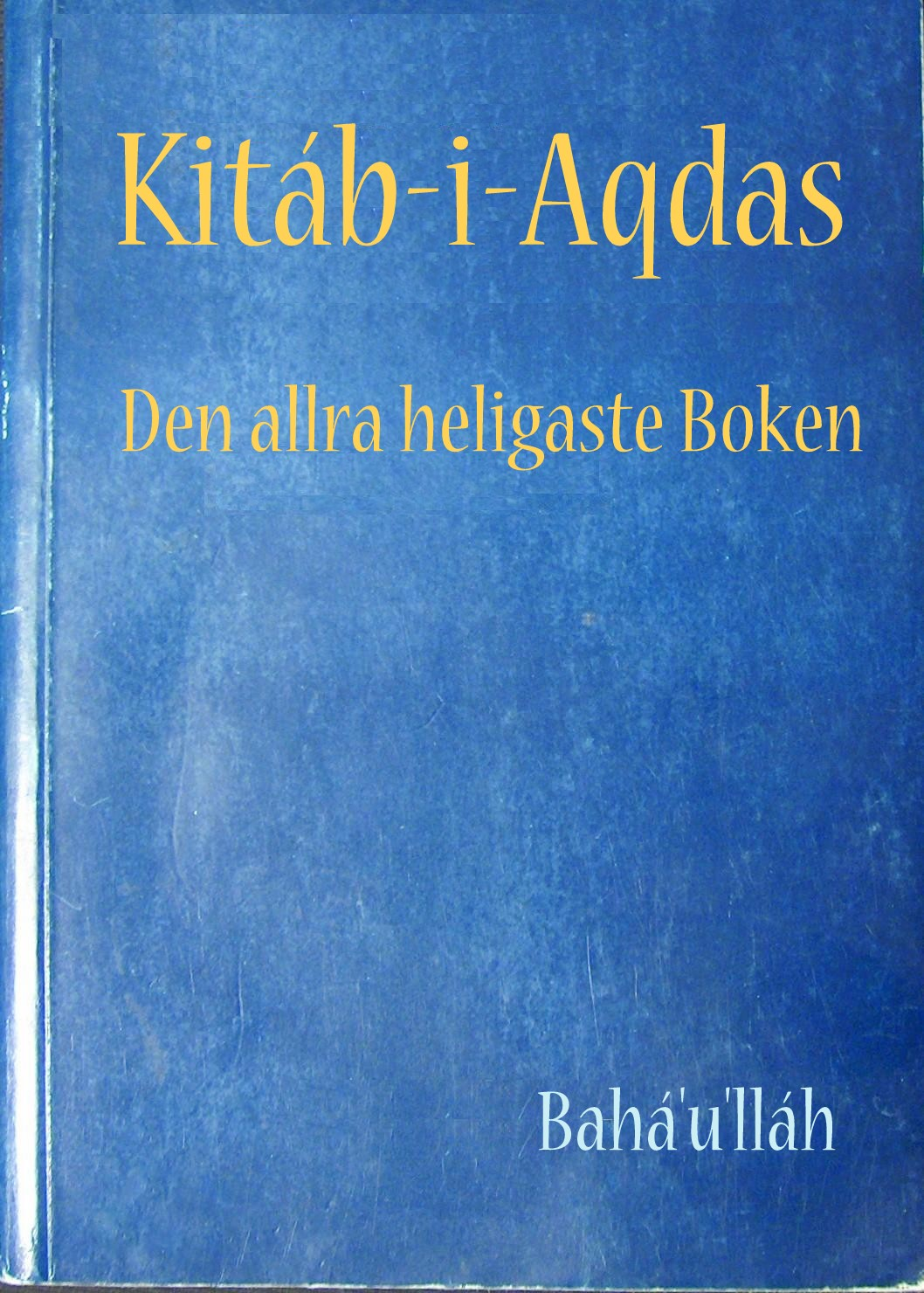
Kitáb-i-Aqdas finns ännu inte på svenska. Kanske kommer den att se ut så här när den blivit översatt.

Kitáb-i-Aqdas (eller Aqdas), Den heligaste boken, är en central bok inom bahá'í-tron skriven av religionens grundare Bahá'u'lláh. Boken skrevs på arabiska och gavs den arabiska titeln al-Kitābu l-Aqdas (arabiska: الكتاب الأقدس), men den har blivit känd under sin persiska titel Kitáb-i-Aqdas (persiska: كتاب اقدس) eftersom Bahá'u'lláh föredrog det namnet själv. Den kallas ofta bara Aqdas, eller på engelska The Most Holy Book eller The Book of Laws. Den finns inte översatt till svenska.
Boken anses ha varit färdig omkring 1873, även om en del av arbetet tillkommit tidigare.> Bahá'u'lláh levde då sedan september 1871 i husarrest i ett hus i den osmanska fängelsestaden Akko (hebr. & arabiska), (även Acre, Acco och Accho), nu i Israel (dit Bahá'u'lláh hade tvångsförflyttats), i ett hus som tillhörde 'Údi Khammár. Bahá'u'lláh sände kopior av manuskriptet till ett mindre antal bahá'íer i Iran för cirkulation, så hade man gjort dittills med alla böcker, skrifter och tafletter  när det gällde den i Iran och i det Osmanska riket förbjudna bahá'í-litteraturen. Det var först under 1890-talet som bahá'í-litteratur trycktes och publicerades som riktiga böcker. År 1890 gav Bahá'u'lláh instruktioner om att Aqdas skulle tryckas i Bombay, och den gavs ut 1891 på arabiska. Ungefär samtidigt publicerades orientalisten Edward Granville Browne (1862 – 1926) och Bahá'u'lláhs son 'Abdúl-Bahá (1844 - 1921) boken Abdu'l-Baha. A Traveller's Narrative to Illustrate the Episode of the Bab på engelska och persiska genom Cambridge University Press.

## Moderboken
Kitáb-i-Aqdas har kallats för "moderboken" i förhållande till all annan bahá'í-litteratur, den bok som stödjer beskrivningarna av den världscivilisation som ska komma med stagda och regelverk. Aqdas är dock inte enbart en "lagbok". Mycket av innehållet är etiska uppmaningar adresserade till olika individer, grupper och platser. Kitáb-i-Aqdas behandlar även inrättandet av olika bahá'í-institutioner för ledning och administration,  trons religiösa seder, bestämmelser på individnivå, straffrätt, sociala principer och profetior. Det antas att boken ska gälla som rättesnöre i närmare 1000 år.
Texten i den engelska översättningen av Kitáb-i-Aqdas består av flera hundra verser som har placerats in i 189 numrerade stycken. Språkligt finns i det arabiska originalet en kombination av både poesi och rimmade prosa. I den arabiska texten förekommer litterära grepp som allitteration, assonans, upprepning, onomatopoetiska uttryck, juxtaposition och antites, metaforer, växling mellan första pronomen i singularis och pluralis samt personifiering. Många av dessa stilgrepp har, i Aqdas liksom i andra bahá'í-texter, inte gått att överföra till engelskan vid översättningen. Eftersom översättningen till övriga språk sker från engelskan riskerar än mer av texternas kraft att gå förlorade vid dessa processer.

## Översättningar
Kitáb-i-Aqdas färdigställdes 1873, och en arabiskspråkig upplaga tryckets upp i Indien i början av 1890-taler. Runt sekelskiftet (1899/1900) gjordes en engelsk översättning av Anton Haddad, som cirkulerade bland de tidiga amerikanska bahá'í-samfunden i USA. År 1961 gjorde den kristne missionären Earl E. Elder en ordagrann översättning. År 1973, med anledning av 100-årsminnet av Kitáb-i-Aqdas tillkomst, publicerade Universella Rättvisans Hus ett synopsis och kodifiering av texten, som hade kompletterats med 21  nyöversatta avsnitt som redan hade översatt av Shoghi Effendi. Endast. Så sent som 1992 förelåg en komplett officiell bahá'í-översättning till engelskan som publicerades och trycktes. Denna innehåller flera tillägg som exempelvis "Frågor och svar" och "Kommentarer".,, Denna översättning till engelskan används för översättningar till alla andra europeiska språk.

## Innehåll
Bland innehållet i Kitáb-i-Aqdas märks:
| - Instiftandet av det Universella Rättvisans Hus - Obligatoriska böner - Bestämmelse av tillbedjans punkt, Qiblih - Fasta - Äktenskap - Pilgrimsresa - Högtider - Begravning - Jämställdhet mellan könen | - En ny kalender - Världsfederalism för fredens skull - Likhet inför lagen - Universell fred - Frigörelse från fördomar - Antagandet av ett internationellt hjälpspråk och alfabet - Antagandet av en internationell valuta - Skatten Guds Rättighet |

Kitáb-i-Aqdas nedtecknades på arabiska, och översattes till engelska senast  1992 av "Universella Rättvisans Hus", bahá'íernas världsorganisation.  Efter den auktoriserade engelska utgåvan, har boken blivit officiellt översatt även till andra språk, dock ännu inte till svenska.
I enlighet med bahá'íernas principen om måttlighet och gradvis förändring tillämpar man inte lagarna strikt. När tiden är inne kommer världsorganisationen att informera anhängarna om en striktare tillämpning.
Andra av Bahá'u'lláhs andra heliga skrifter är Förborgade Ord och Kitáb-i-Iqán.